# 龙江 (云南官员)
龙江（1956年—），云南宣威人，汉族，中华人民共和国政治人物、第十一届全国人民代表大会云南地区代表。
毕业于中央党校经济管理专业，是中共党员。担任云南省科学技术厅厅长。2008年起担任全国人大代表。
2024年2月，因在职时期违法违纪问题主动投案接受调查。